# Palacio de los Leones (Rosario)
El Palacio de los Leones es la designación del Palacio Municipal, sede del Poder Ejecutivo Municipal de Rosario, Argentina. Está en la esquina de las calles Buenos Aires y Santa Fe, frente a la Plaza 25 de Mayo, y separada de la Catedral por el pasaje peatonal Pasaje Juramento, que vincula la plaza con el Monumento Histórico Nacional a la Bandera.

## Historia

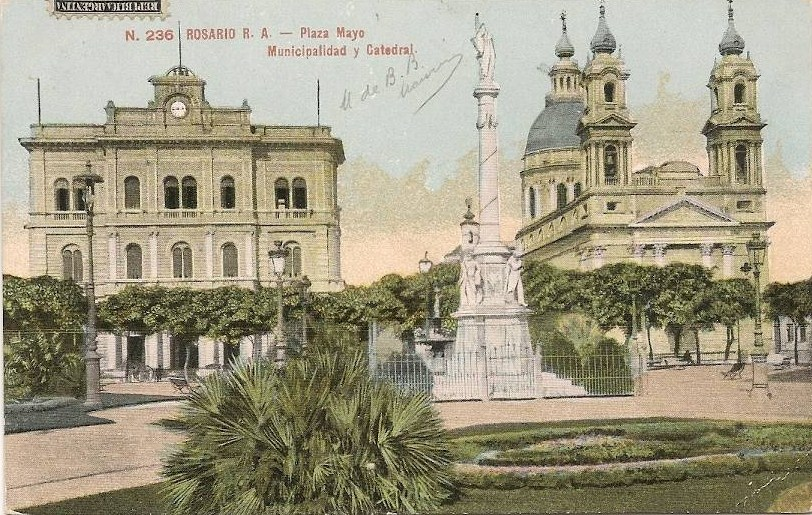
Plaza 25 de Mayo, Palacio de los Leones y Catedral Metropolitana, hacia 1910.

Desde su creación en 1858, la Municipalidad de Rosario no había contado con una sede propia. Mediante una ley emanada del P. E. Provincial del 7 de octubre de 1886 se autorizó a la Municipalidad del Rosario a contraer un empréstito exterior en pesos oro para construir un edificio “de mayor importancia y apariencia”. El 3 de abril de 1888, un nuevo decreto facultaría a la Intendencia para confeccionar los planos en la Oficina Municipal de Ingenieros destinados a albergar al gobierno local.
El municipio rosarino aceptó la propuesta del arquitecto Rezzara para la construcción del Palacio Municipal, en la esquina de Buenos Aires y Santa Fe, el 27 de noviembre de 1888. Rezzara (1857-1915) era oriundo de Vicenza y de militancia garibaldista, parte de una generación de profesionales europeos que llegaron a la Argentina a fines del siglo XIX y transformaron su aspecto, acercándolo más al de su continente de origen.
La piedra basal se colocó el 1 de octubre de 1891, por iniciativa del Intendente Gabriel Carrasco, y el edificio fue inaugurado hacia 1896 (diversas fuentes citan 1897 y 1898 como fechas alternativas).

## Arquitectura

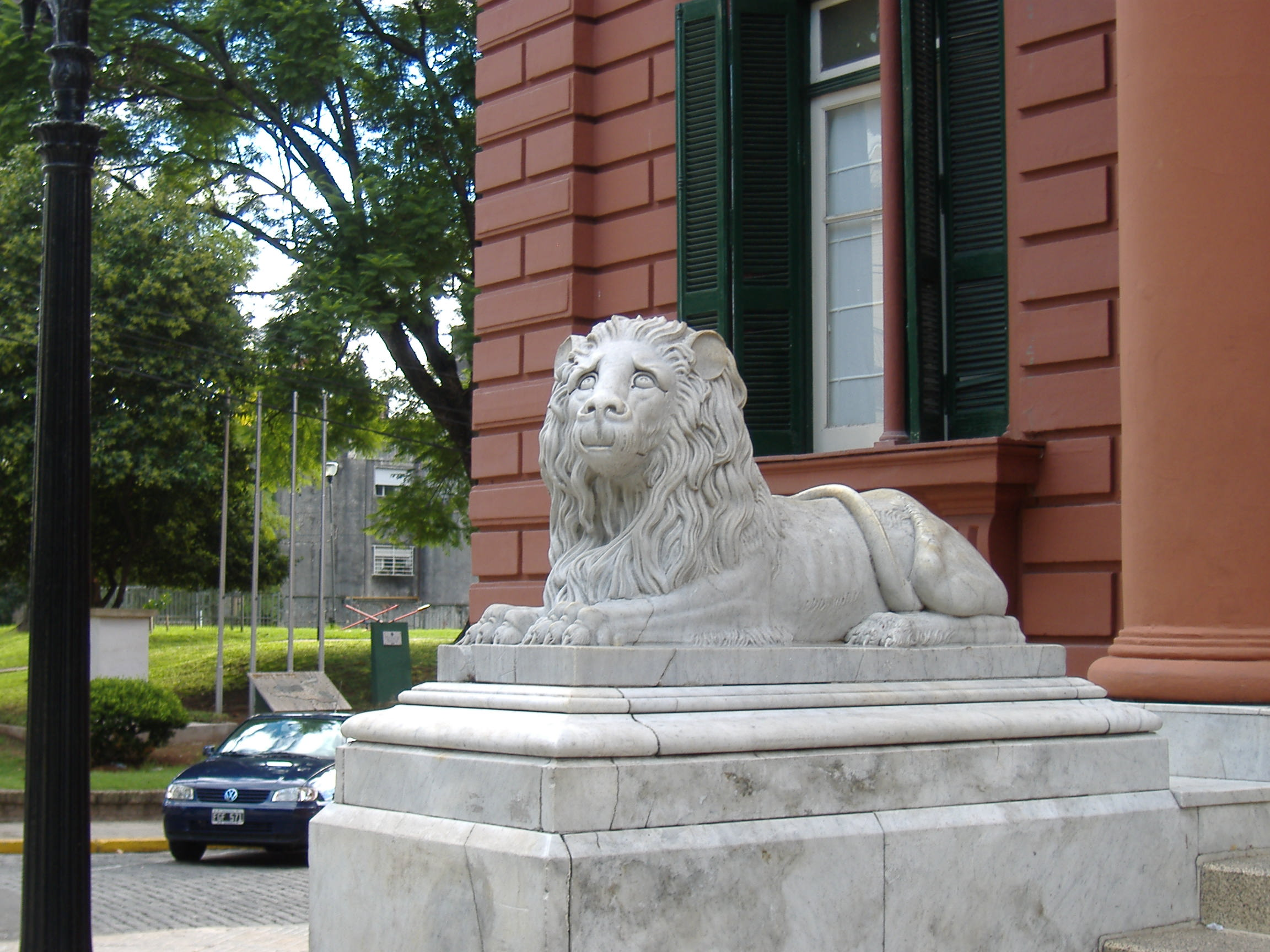
Un detalle del león del lado izquierdo del Palacio.

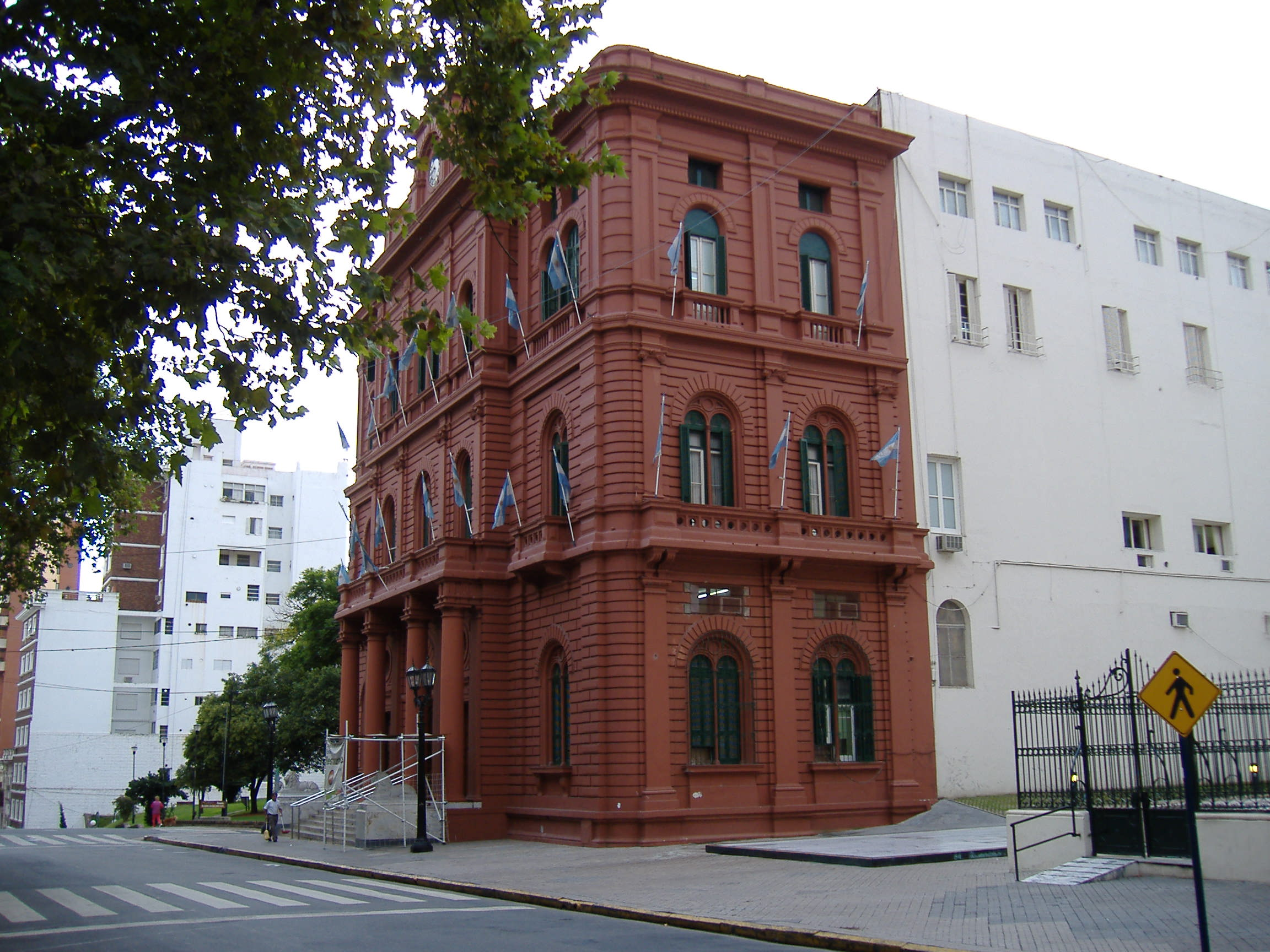
La fachada italiana y rosada contrasta totalmente con el lateral blanco y sin estilo.

El Palacio fue construido por el arquitecto Gaetano Rezzara (también conocido como Cayetano Rezzara), en estilo neorrenacentista italiano (también conocido como italianizante), identificable tanto en la compacidad y volumetría simple del edificio como en los elementos decorativos que se ven en la fachada y son típicos del Renacimiento del norte de Italia: aberturas con arcos de medio punto, las esquinas redondeadas, los ojos de buey y los balcones. El edificio rodea un patio central con arcadas y columnas de orden jónico. 
Su apelativo viene de los dos leones que franquean la escalinata de acceso a la entrada principal, que son calcos de los que se encuentran en la escalinata de la Catedral de San Lorenzo (Génova), en Italia. Fueron donados por el Intendente de la ciudad Agustín Mazza, ya que antes decoraban su casa quinta familiar.
En 2006, el edificio se pintó en rojizo pardo (terracota o carmín pálido), y los dos leones en blanco; el león del lado derecho fue restaurado.